# Medusa (альбом Clan of Xymox)
Medusa — другий студійний альбом голландського гурту Clan of Xymox, випущений лейблом 4AD, у 1986 році.
Майже через 15 років — у 1999 році — на хвилі нової популярності гурту, альбом, разом з бонусами був перневидан. Бонуси — це треки з Blind Hearts EP, яке було видане у листопаді 1987 року, вже під назвою Xymox.

## Композиції

### Видання 1986 року
1. «Theme I» (2:54)
2. «Medusa» (5:53)
3. «Michelle» (2:59)
4. «Theme II» (1:43)
5. «Louise» (5:17)
6. «Lorretine» (3:33)
7. «Agonised By Love» (5:18)
8. «Masquerade» (3:54)
9. «After the Call» (5:55)
10. «Back Door» (4:52)

### Перевидання 1999 року
1. «Theme I» (2:54)
2. «Medusa» (5:53)
3. «Michelle» (2:59)
4. «Theme II» (1:43)
5. «Louise» (5:17)
6. «Lorretine» (3:33)
7. «Agonised By Love» (5:18)
8. «Masquerade» (3:54)
9. «After the Call» (5:55)
10. «Back Door» (4:52)
11. «Blind Hearts» (4:19)
12. «A Million Things» (4:37)
13. «Scum (Dance Mix)» (7:12)

## Над альбомом працювали
- Барабани — Will Anvers
- Інженери — Francisco Cabeza, John A. Rivers*
- Клавішні (11,12) — Burt Bartan
- Клавішні, семпли, програмування, музика (9), вокал (9) — Burt Bartan
- Клавішні, бас, музика (8), вокал (8) — Anke Wolbert
- Вокал, клавішні, гітара — Ronny Moorings
- Музика (11) — Wolbert, Bartan
- Музика, Лірика — Moorings
- Фото — Nigel Grierson
- Оформлення (обкладинка) — 23 Envelope